# 小行星8081
小行星8081（英語：8081 Leopardi）是一颗围绕太阳公转的小行星。1988年2月17日，Osservatorio San Vittore在博洛尼亚发现了此天体。
这颗小行星的绝对星等为28.52570206662077等。